# Billy Snedden
Billy Mackie Snedden, KCMG, QC (31 de diciembre de 1926 – 27 de junio de 1987) fue un político australiano que sirvió como líder del Partido Liberal de Australia entre 1972 y 1975. También fue ministro de gabinete entre 1964 y 1972, y Speaker de la Cámara de Representantes entre 1976 y 1983.
Snedden nació en Perth, Australia Occidental. Sirvió en la Fuerza de Aire australiana Real durante la Segunda Guerra Mundial, y estudió derecho en la Universidad de Australia Occidental. Entre 1951 y 1952, fue el primer presidente federal del Movimiento Liberal Juvenil. Después de un periodo en que trabaja en el extranjero para el Departamento de Inmigración, Snedden regresa a Australia en 1954 y reside en Melbourne. Fue elegido miembro de la Cámara de Representantes al año siguiente (1955), a los 28 años de edad.
- Datos: Q863220
- Multimedia: Billy Snedden / Q863220